# Плавание на летних Азиатских играх 2018
Соревнования по плаванию на летних Азиатских играх 2018, состоявшихся в Индонезии, года проходили с 19 по 24 августа.

## Общий медальный зачёт
| Место | Страна           | Золото | Серебро | Бронза | Всего |
| ----- | ---------------- | ------ | ------- | ------ | ----- |
| 1     | Япония           | 19     | 20      | 13     | 52    |
| 2     | Китай            | 19     | 17      | 14     | 50    |
| 3     | Сингапур         | 2      | 1       | 3      | 6     |
| 4     | Республика Корея | 1      | 1       | 4      | 6     |
| 5     | Гонконг          | 0      | 1       | 2      | 3     |
| 6     | Вьетнам          | 0      | 1       | 1      | 2     |
| 7     | Казахстан        | 0      | 0       | 4      | 4     |
| Всего | Всего            | 41     | 41      | 41     | 123   |

## Медалисты

### Мужчины
| Дисциплина                       | Золото                                                                   | Серебро                                                   | Бронза                                                                     |
| -------------------------------- | ------------------------------------------------------------------------ | --------------------------------------------------------- | -------------------------------------------------------------------------- |
| 50 м вольным стилем              | Юй Хэсинь Китай                                                          | Кацуми Накамура Япония                                    | Сюнъити Накао Япония                                                       |
| 100 м вольным стилем             | Синри Сиоура Япония                                                      | Кацуми Накамура Япония                                    | Юй Хэсинь Китай                                                            |
| 200 м вольным стилем             | Сунь Ян Китай                                                            | Кацухиро Мацумото Япония                                  | Цзи Синьцзе Китай                                                          |
| 400 м вольным стилем             | Сунь Ян Китай                                                            | Наито Эхара Япония                                        | Косукэ Хагино Япония                                                       |
| 800 м вольным стилем             | Сунь Ян Китай                                                            | Сёго Такэда Япония                                        | Нгуен Хуи Хоанг Вьетнам                                                    |
| 1500 м вольным стилем            | Сунь Ян Китай                                                            | Нгуен Хуи Хоанг Вьетнам                                   | Цзи Синьцзе Китай                                                          |
| 50 м на спине                    | Сюй Цзяюй Китай                                                          | Рёсукэ Ириэ Япония                                        | Кан Джисок Республика Корея                                                |
| 100 м на спине                   | Сюй Цзяюй Китай                                                          | Рёсукэ Ириэ Япония                                        | Ли Джухо Республика Корея                                                  |
| 200 м на спине                   | Сюй Цзяюй Китай                                                          | Рёсукэ Ириэ Япония                                        | Кэйта Сунама Япония                                                        |
| 50 м брассом                     | Ясухиро Косэки Япония                                                    | Янь Цзыбэй Китай                                          | Дмитрий Баландин Казахстан                                                 |
| 100 м брассом                    | Ясухиро Косэки Япония                                                    | Янь Цзыбэй Китай                                          | Дмитрий Баландин Казахстан                                                 |
| 200 м брассом                    | Ясухиро Косэки Япония                                                    | Иппэй Ватанабэ Япония                                     | Цинь Хайян Китай                                                           |
| 50 м баттерфляем                 | Джозеф Скулинг Сингапур                                                  | Ван Пэн Китай                                             | Адильбек Мусин Казахстан                                                   |
| 100 м баттерфляем                | Джозеф Скулинг Сингапур                                                  | Ли Чжухао Китай                                           | Юки Кобори Япония                                                          |
| 200 м баттерфляем                | Дайя Сэто Япония                                                         | Нао Хоромура Япония                                       | Ли Чжухао Китай                                                            |
| 200 м комплексным плаванием      | Ван Шунь Китай                                                           | Косукэ Хагино Япония                                      | Цинь Хайян Китай                                                           |
| 400 м комплексным плаванием      | Дайя Сэто Япония                                                         | Косукэ Хагино Япония                                      | Ван Шунь Китай                                                             |
| Эстафета 4×100 м вольным стилем  | Япония Синри Сиоура Кацухиро Мацумото Дзюран Мидзохата Кацухиро Мацумото | Китай Ян Цзиньтун Цао Цзивэнь Сунь Ян Юй Хэсинь           | Сингапур Кэ Чжэнвэнь Джозеф Скулинг Даррен Чуа Даррен Лим                  |
| Эстафета 4×200 м вольным стилем  | Япония Наито Эхара Косукэ Хагино Рэо Саката Кацухиро Мацумото            | Китай Цзи Синьцзе Шан Кэюань Ван Шунь Сунь Ян             | Сингапур Кэ Чжэнвэнь Джозеф Скулинг Дэнни Ео Джонатан Тан                  |
| Комбинированная эстафета 4×100 м | Китай Сюй Цзяюй Янь Цзыбэй Ли Чжухао Юй Хэсинь                           | Япония Рёсукэ Ириэ Ясухиро Косэки Юки Кобори Синри Сиоура | Казахстан Адиль Каскабай Дмитрий Баландин Адильбек Мусин Александр Варакин |

### Женщины
| Дисциплина                       | Золото                                                     | Серебро                                               | Бронза                                               |
| -------------------------------- | ---------------------------------------------------------- | ----------------------------------------------------- | ---------------------------------------------------- |
| 50 м вольным стилем              | Рикако Икээ Япония                                         | Лю Сян Китай                                          | У Цинфэн Китай                                       |
| 100 м вольным стилем             | Рикако Икээ Япония                                         | Чжу Мэнхуэй Китай                                     | Ян Цзюньсюань Китай                                  |
| 200 м вольным стилем             | Ли Бинцзе Китай                                            | Ян Цзюньсюань Китай                                   | Тихиро Игараси Япония                                |
| 400 м вольным стилем             | Ван Цзяньцзяхэ Китай                                       | Ли Бинцзе Китай                                       | Тихиро Игараси Япония                                |
| 800 м вольным стилем             | Ван Цзяньцзяхэ Китай                                       | Ли Бинцзе Китай                                       | Вака Кобори Япония                                   |
| 1500 м вольным стилем            | Ван Цзяньцзяхэ Китай                                       | Ли Бинцзе Китай                                       | Вака Кобори Япония                                   |
| 50 м на спине                    | Лю Сян Китай                                               | Фу Юаньхуэй Китай                                     | Нацуми Сакаи Япония                                  |
| 100 м на спине                   | Нацуми Сакаи Япония                                        | Анна Кониси Япония                                    | Чэнь Цзе Китай                                       |
| 200 м на спине                   | Лю Ясинь Китай                                             | Нацуми Сакаи Япония                                   | Пэн Сюйвэй Китай                                     |
| 50 м брассом                     | Сатоми Судзуки Япония                                      | Роанна Хо Сингапур                                    | Фэн Цзюньян Китай                                    |
| 100 м брассом                    | Сатоми Судзуки Япония                                      | Реона Аоки Япония                                     | Ши Цзинлинь Китай                                    |
| 200 м брассом                    | Канако Ватанабэ Япония                                     | Юй Цзинъяо Китай                                      | Реона Аоки Япония                                    |
| 50 м баттерфляем                 | Рикако Икээ Япония                                         | Ван Ичунь Китай                                       | Линь Синьтун Китай                                   |
| 100 м баттерфляем                | Рикако Икээ Япония                                         | Чжан Юйфэй Китай                                      | Ан Сэхён Республика Корея                            |
| 200 м баттерфляем                | Чжан Юйфэй Китай                                           | Сати Мотида Япония                                    | Судзука Хасэгава Япония                              |
| 200 м комплексным плаванием      | Ким Сэён Республика Корея                                  | Юи Охаси Япония                                       | Михо Терамура Япония                                 |
| 400 м комплексным плаванием      | Юи Охаси Япония                                            | Ким Сэён Республика Корея                             | Сакико Симидзу Япония                                |
| Эстафета 4×100 м вольным стилем  | Япония Рикако Икээ Нацуми Сакаи Томоми Аоки Тихиро Игараси | Китай Чжу Мэнхуэй У Юэ У Цинфэн Ян Цзюньсюань         | Гонконг Камилла Чэн Оу Кайчунь Хо Нам Вай Ши Синъюй  |
| Эстафета 4×200 м вольным стилем  | Китай Ли Бинцзе Ван Цзяньцзяхэ Чжан Юйхань Ян Цзюньсюань   | Япония Рикако Икээ Тихиро Игараси Юи Охаси Ри Сираи   | Гонконг Камилла Чэн Катии Тан Хо Нам Вай Ши Синъюй   |
| Комбинированная эстафета 4×100 м | Япония Нацуми Сакаи Сатоми Судзуки Рикако Икээ Томоми Аоки | Гонконг Оу Кайчунь Джеми Янг Чань Кин Лок Камилла Чэн | Сингапур Хун Эн Ци Саманта Яо Кэ Цзинвэнь Кэ Тинвэнь |